# Podregion Kouvola
Podregion Kouvola (fiń. Kouvolan seutukunta) – podregion w Finlandii, w regionie Kymenlaakso.
W skład podregionu wchodzi gmina:
- Kouvola

W skład podregionu wchodziła gmina:
- Iitti (w 2021 przeniesiona do podregionu Lahti)[2]